# Col Naches
Le col Naches est un col de montagne de la chaîne des Cascades dans l'État de Washington au nord-ouest des États-Unis. Le col est localisé à la jonction des comtés de Pierce, King, Kittitas et Yakima. Il joue également le rôle de frontière naturelle entre la forêt nationale du Mont Baker-Snoqualmie et la forêt nationale de Wenatchee tout en étant situé juste au nord-est du parc national du mont Rainier.
Bien que des projets de construction d'une route aient été mis sur la table en 1943, aucun projet n'est à ce jour abouti bien que le numéro de route d'État Washington State Route 168 est toujours mise en réserve depuis cette époque. Le col est en effet à proximité de l'important col de Snoqualmie et son utilité n'est dès lors pas optimale.